# Emery Kabongo Kanundowi
Emery Kabongo Kanundowi (Bena-Kazadi-Tshikula, 22 luglio 1940) è un arcivescovo cattolico della Repubblica Democratica del Congo, dal 14 agosto 2003 vescovo emerito di Luebo.

## Biografia
Nasce a Bena-Kazadi-Tshikula, nella Repubblica Democratica del Congo e nell'arcidiocesi di Kananga, il 22 luglio 1940.

### Formazione e ministero sacerdotale
Il 15 agosto 1969 è ordinato presbitero per l'arcidiocesi di Kananga.
Studia diritto canonico presso la Pontificia università urbaniana, dove ottiene il dottorato di ricerca.
Dopo aver frequentato la Pontificia accademia ecclesiastica, entra nel servizio diplomatico della Santa Sede svolgendo il suo servizio nelle nunziature in Corea e in Brasile.
L'11 febbraio 1982 è nominato da papa Giovanni Paolo II suo secondo segretario particolare, servizio che svolge fino alla nomina episcopale.

### Ministero episcopale
Il 10 dicembre 1987 papa Giovanni Paolo II lo nomina vescovo di Luebo, con il titolo ad personam di arcivescovo; succede a François Kabangu wa Mutela, dimessosi per motivi di salute. Il 6 gennaio 1988 riceve l'ordinazione episcopale, nella basilica di San Pietro in Vaticano, per imposizione delle mani dello stesso pontefice, coconsacranti gli arcivescovi Eduardo Martínez Somalo e Giovanni Battista Re (poi entrambi cardinali). Il 28 febbraio seguente prende possesso della diocesi.
Dal 30 marzo 1988 al 9 luglio 1989 è amministratore apostolico sede vacante di Mweka.
Il 14 agosto 2003 papa Giovanni Paolo II accetta la sua rinuncia, presentata per motivi di salute, al governo pastorale della diocesi di Luebo. Si trasferisce quindi a Roma e dallo stesso anno è canonico del capitolo della basilica di San Pietro in Vaticano.
È socio onorario del Circolo San Pietro e membro del comitato scientifico dell'accademia bonifaciana.

## Genealogia episcopale
La genealogia episcopale è:
- Cardinale Scipione Rebiba
- Cardinale Giulio Antonio Santori
- Cardinale Girolamo Bernerio, O.P.
- Arcivescovo Galeazzo Sanvitale
- Cardinale Ludovico Ludovisi
- Cardinale Luigi Caetani
- Cardinale Ulderico Carpegna
- Cardinale Paluzzo Paluzzi Altieri degli Albertoni
- Papa Benedetto XIII
- Papa Benedetto XIV
- Papa Clemente XIII
- Cardinale Enrico Benedetto Stuart
- Papa Leone XII
- Cardinale Chiarissimo Falconieri Mellini
- Cardinale Camillo Di Pietro
- Cardinale Mieczysław Halka Ledóchowski
- Cardinale Jan Maurycy Paweł Puzyna de Kosielsko
- Arcivescovo Józef Bilczewski
- Arcivescovo Bolesław Twardowski
- Arcivescovo Eugeniusz Baziak
- Papa Giovanni Paolo II
- Arcivescovo Emery Kabongo Kanundowi